# Insultimber
Insultimber är en engelsk term på virke som inte har samma kapillärkraft som annat virke. Således tar inte virket åt sig vatten så lätt, vilket gör det lämpligt att använda som stolpar som slås ner i marken för långvarigt bruk. Till exempel är det användbart som stängselstolpar, framför allt till elstängsel då man kan vinda eltråd direkt mot träytan utan att använda isolatorer.
Det vanligaste insultimber-träslaget är eukalyptus.